# Крейсери типу «Ачех»
Крейсери типу «Ачех» - тип незахищених крейсерів Королівського флоту Нідерландів. 
Він включав «Ачех», «Тромп», «Кьонінгін Емма дер Нідерланден»,«Де Рюйтер», «Ван Спейк» та  «Йохан Віллем Фрізо».

## Контекст появи

### Заміна парових корветів незахищеними крейсерами
У 1860-х роках Нідерланди віддали пріоритет створенню флоту броненосців для забезпечення берегової оборони в Європі. Тим часом Нідерландської Ост-Індію в основному захищали парові корвети, які називалися гвинтовими пароплавами першого класу («Джамбі», «Зільвере Крайс»). Наприкінці 1870 року міністр військово-морського флоту замовив перший корабель, який мав замінити їх, «Кьонінг дер Нідерланден». Трохи пізніше уряд вирішив замінити частину гвинтових пароплавів першого класу незахищеними крейсерами (нід. ongepantserde kruisers), хоча і їх також називають гвинтовими пароплавами першого класу. Пізніше броньована складова ескадри була  доповнена броненосним «Принц Генріх дер Нідерланден», який буде відправлений до Індії в 1876 році. Третій броньований корабель був запланований, але відкладений «для того, щоб спочатку отримати більше досвіду використання броньованих кораблів у тропіках». 

## Конструкція

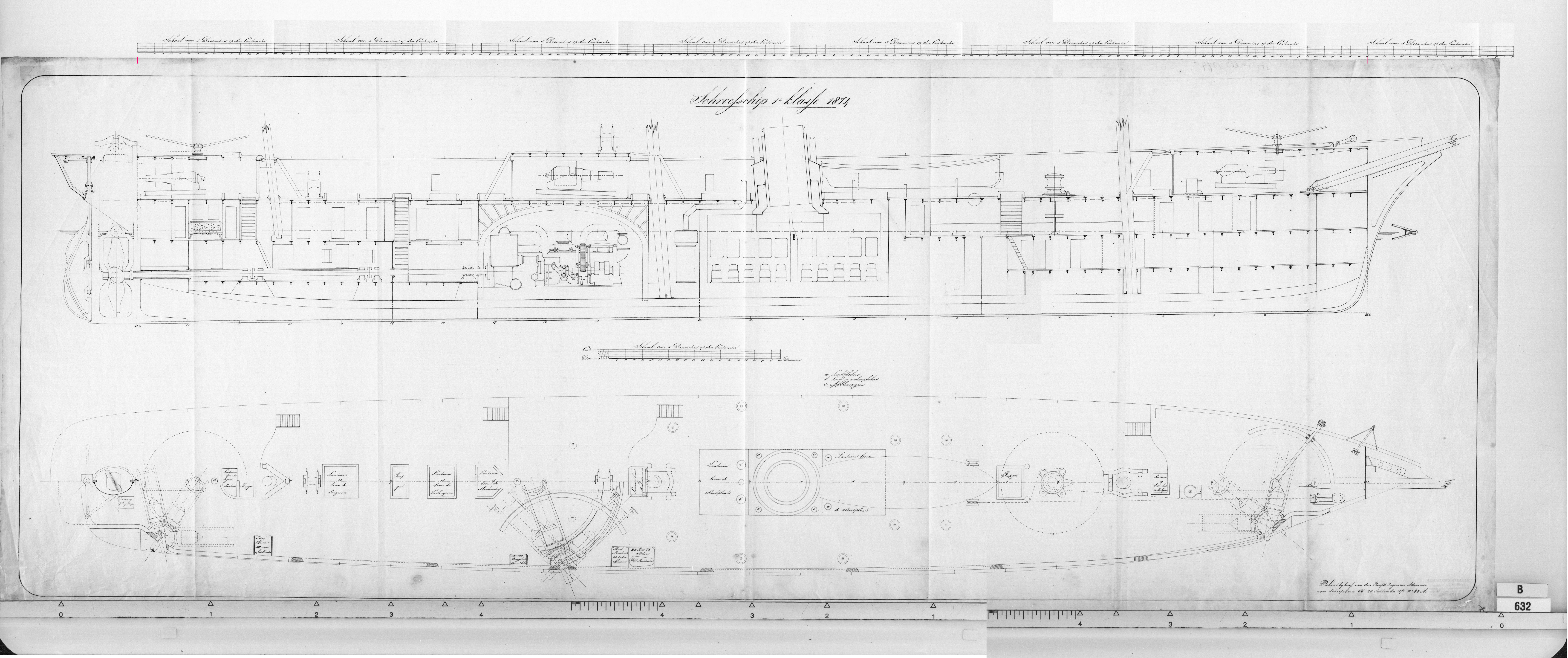
Перший проєкт типу «Ачех»

Кораблі мали бути помітно довшими за попередників - корвети типу «Зільвере Крайс». Рузультатом мав стати гвинтовий корвет з оснащенням, подібним до шлюпа. З помітно більшрю швидкістю та сильнішим озброєнням міг успішно протистояти іноземним кораблям відповідного класу. Водночас, оцінюючи конструкцію, виявили, що котли знаходяться надто високо над лінією завантаження, що робило кораблі надто уразливими, оскільки вони покладалися насамперед на машини для забезпечення руху. Після цього проєкт переробили, виходячи з того, щоб котли і парові машини знаходилися нижче лінії завантаження порожнього корабля, і їх прикривали бункери з вугіллям. 
Черерез це довелося суттєво збільшити розміри корабля, який став на 21 метр довщий, але все ж суттєво вужчий за попередників. Звуження корпусу не було бажаним, але його розширення було відкинуто, оскільки потребувало збільшення потужності парових машин, а відтак і ціни корабля

### Два підтипи
У типі «Ачех» можна виділити принаймні два підкласи. Перші три кораблі мали традиційні парові двигуни, пізніші кораблі мали парові машини компаунд, що призвело до істотної різниці в потужності та запасі ходу. Друга група також мала дещо більшу загальну довжину та осадку.